# Felix Stephensen
Felix Vincent Stephensen (* 22. Juli 1990 in Oslo) ist ein professioneller norwegischer Pokerspieler.

## Pokerkarriere
Stephensen spielte auf der Onlinepoker-Plattform Full Tilt Poker unter dem Nickname FallAtYourFeet und verdiente vor allem zu Beginn seiner Karriere seinen Lebensunterhalt mit Cash Games in der Variante Pot Limit Omaha.
Seine erste Geldplatzierung bei einem Live-Turnier erzielte Stephensen Anfang April 2009 in Nottingham, die für knapp dreieinhalb Jahre auch seine einzige Geldplatzierung blieb. Anfang Juli 2014 war er erstmals bei der World Series of Poker im Rio All-Suite Hotel and Casino am Las Vegas Strip erfolgreich und erreichte im Main Event mit dem zweitgrößten Chipstack den Finaltisch, der im November 2014 ausgespielt wurde. Dort belegte er den zweiten Platz hinter Martin Jacobson und erhielt ein Preisgeld von mehr als 5 Millionen US-Dollar. Im November 2015 gewann Stephensen das Main Event der Norwegian Championships National in Oslo mit einer Siegprämie von umgerechnet rund 160.000 US-Dollar. Ende August 2016 siegte er bei einem Turboevent in Pot Limit Omaha der European Poker Tour in Barcelona und sicherte sich mehr als 60.000 Euro. Anfang Februar 2018 setzte sich Stephensen bei einem Omaha-Turnier der Aussie Millions Poker Championship in Melbourne ebenfalls durch und erhielt eine Siegprämie von mehr als 80.000 Australischen Dollar. Seitdem blieben größere Turniererfolge aus. Seine bis dato letzte Geldplatzierung erzielte der Norweger im April 2019.
Insgesamt hat sich Stephensen mit Poker bei Live-Turnieren knapp 6 Millionen US-Dollar erspielt und ist damit nach Espen Jørstad der zweiterfolgreichste norwegische Pokerspieler.